# Sporothrix ramosissima
Sporothrix ramosissima är en svampart som beskrevs av G. Arnaud ex de Hoog 1974. Sporothrix ramosissima ingår i släktet Sporothrix och familjen Ophiostomataceae.   Inga underarter finns listade i Catalogue of Life.